# Cymothoe caenis
Cymothoe caenis là một loài bướm ngày thuộc họ Nymphalidae. Nó được tìm thấy ở Africa, from Sierra Leone to Angola và Uganda.